# Jamel (Gägelow)
Jamel ist ein Ortsteil der Gemeinde Gägelow im Landkreis Nordwestmecklenburg.

## Geografie
Der Ort liegt in hügeligem Gelände rund sechseinhalb Kilometer südlich der Wohlenberger Wiek am südwestlichen Ende des Gemeindegebiets von Gägelow. Nach Westen steigt die Landschaft zum 113 Meter hohen Heideberg an, der schon auf der Gemarkung von Barendorf (Stadt Grevesmühlen) liegt. Der Ort grenzt an den abflusslosen Großen See mit einer Fläche von 1,9 Hektar.
Die einzige Verbindungsstraße führt ins etwa anderthalb Kilometer entfernte Gressow an der Bundesstraße 105.

## Geschichte
Das Dorf wird im Ratzeburger Zehntregister von 1230 als Jamene erstmals urkundlich erwähnt. Der Name ist slawischen Ursprungs. Nach der Eintragung im Zehntregister gehörte das aus sechs Höfen bestehende Dorf zum Kirchspiel Gressow. Die Abgaben der Höfe standen in fünf Fällen dem Bischof von Ratzeburg zu, in einem Fall einem Gottschalk.
Zum 9. Juli 1931 vergrößerte sich die Gemeinde um den südlich an der Verbindungsstraße von Wismar nach Grevesmühlen (heutige B 105) liegenden Ortsteil Sternkrug. Am 1. Juli 1950 wurden Jamel und Wolde nach Gressow eingemeindet, die wiederum 1961 nach Gägelow eingemeindet wurde.

## Rechtsextremismus in Jamel
Seit 1992 wird Jamel immer wieder im Zusammenhang mit Rechtsextremismus genannt. Damals feierten dort etwa 120 Neonazis zu Ostern den Geburtstag Adolf Hitlers und hissten dabei die Reichskriegsflagge. Seither sind sowohl einige ursprüngliche als auch neu zugezogene Bewohner durch Brandstiftungen vertrieben worden.
Im Ort zeigte ein Wegweiser unter anderem nach Braunau am Inn, Königsberg und „Wien/Ostmark“, und auf einem Findling wurde ein Schild mit der Aufschrift „Dorfgemeinschaft Jamel, frei – sozial – national“ angebracht. Wegweiser und Schild wurden im Februar 2011 auf Anweisung des Grevesmühlener Bürgermeisters entfernt. Als sie kurze Zeit später ersetzt wurden, entschied das Verwaltungsgericht Schwerin im April 2011, dass beide wegen Volksverhetzung endgültig zu entfernen seien. Dagegen reichte der Grundstückseigentümer Klage ein, die das Verwaltungsgericht Schwerin 2013 zu seinen Gunsten entschied.
Der bundesweit bekannte NPD-Politiker Sven Krüger unterhielt in Jamel sein Abbruchunternehmen. Der Bürgermeister von Gägelow bezeichnete Jamel im Jahr 2007 als ein Dorf, das man aufgegeben habe.
Das 2004 aus Hamburg-St. Pauli zugezogene Ehepaar Horst und Birgit Lohmeyer erhielt am 12. Mai 2011 den Paul-Spiegel-Preis für Zivilcourage, am 29. August 2015 den Georg-Leber-Preis für Zivilcourage der IG BAU sowie am 6. Dezember 2018 den Sonderpreis der 1Live Krone, jeweils für das von ihnen seit 2007 jährlich organisierte Musikfestival Jamel rockt den Förster, das sich gegen Rassismus und Fremdenfeindlichkeit richtet und unter der Schirmherrschaft des Ministerpräsidenten von Mecklenburg-Vorpommern steht. Immer wieder kam es zu Übergriffen während des Festivals von Seiten der Rechtsextremisten.
In der Nacht zum 12. August 2015 brannte die Scheune ihres denkmalgeschützten Anwesens Forsthof Jamel nieder, mutmaßlich aufgrund von Brandstiftung. Aus den Überresten der abgebrannten Scheune errichtete der Schweizer Künstler Harry Schaffer als Mahnmal ein Stelenfeld und die sogenannte „Pyromide“, eingeweiht im August 2016.
Im Sommer 2015 baute Michel Abdollahi für eine Panorama-Dokumentation für einen Monat eine Holzhütte auf einer Rasenfläche im Dorf auf, mit dem Ziel, mit Bewohnern ins Gespräch zu kommen. Dabei kam es insbesondere zu betont lockeren Gesprächen mit dem „Dorfchef“ Sven Krüger, die auch mit der Kamera festgehalten wurden. Abdollahi erhielt hierfür den Deutschen Fernsehpreis.
In der Silvesternacht 2024/25 drangen mutmaßliche Neonazis auf das Grundstück von Birgit und Horst Lohmeyer ein und bewarfen das Wohnhaus und in der Folge auch das Ehepaar selbst mit Feuerwerkskörpern und Raketen. Dazu wurden Nazi-Parolen gerufen. Birgit Lohmeyer fühlte sich dabei durch die Polizei nur unzureichend geschützt. Die Polizeidirektion Wismar nahm die Ermittlungen auf.